# Muscolo otturatore interno
Nell'anatomia umana il muscolo otturatore interno è un muscolo che fa parte dei muscoli esterni dell'anca.

## Anatomia
Di forma appiattita e triangolare si ritrova vicino al muscolo grande adduttore e al muscolo bicipite femorale. Prende origine nella regione inferiore del foro otturato, con fasci di fibre regolari che decorrono in maniera trasversolaterale fino a raggiungere il grande trocantere fondendosi con il tendine dei due gemelli (superiore e inferiore).
È situato al di sotto del piriforme e del gemello superiore, mentre sovrasta il gemello inferiore e il quadrato.
Gli altri muscoli rotatori laterali dell'anca sono:
- Muscolo piriforme
- Muscolo otturatore esterno
- Muscolo gemello inferiore
- Muscolo gemello superiore
- Muscolo quadrato del femore

Il muscolo è irrorato dall'arteria otturatoria, ed è innervato dal nervo otturatore interno e gemello superiore che è una branca collaterale del plesso sacrale. Questo nervo esce dal bacino per il grande forame ischiatico ma rientra immediatamente nel piccolo forame ischiatico per raggiungere tale muscolo. Oltre al muscolo otturatore interno, questo nervo si occupa anche della motricità del muscolo gemello superiore.

## Funzioni
Grazie alla sua azione sul femore muove la coscia extraruotandola (rotazione laterale).
È inoltre un sinergico di tutti gli extrarotatori, compresi i glutei (grande, medio, piccolo) nel caso in cui essi si contraggano per produrre un'estensione della coscia, questi muscoli producono anche un certo grado di extrarotazione, operando appunto con gli interni extrarotatori posteriori.